# 多疣狭口蛙
多疣狭口蛙（学名：Kaloula verrucosa）为姬蛙科狭口蛙属的两栖动物，是中国的特有物种。分布于四川、贵州、云南等地，常生活于水塘、菜地排水沟、路旁水沟以及潮湿的水草间。其生存的海拔范围为1800至2100米。该物种的模式产地在云南昆明。